# أبيكس للتعلم
أبيكس للتعلم -تٌنطَق أَبِكْسْ- (بالإنجليزية: Apex Learning، Inc)‏ هي مزود خاص للمناهج التعليمية الرقمية. يقع مقرها في سياتل، وهي معتمدة من كوجنيا (منظمة تعتمد المدارس الابتدائية والثانوية).

## تاريخ
قام بول ألين -المؤسس المشارك لشركة مايكروسوفت- بتأسيس «أبيكس للتعلم» في عام 1997 لتطبيق «الدورات التدريبية عبر الإنترنت» و«الاستعداد للامتحان» للصفوف من 6 إلى 12. ركزت الشركة في البداية على دورات التنسيب المتقدم والاستعداد للاختبار. في غضون عام واحد من العمل، استخدم 200 طالب منصة أبيكس. 
في عام 2002، أصبح شيريل فيدو الرئيس التنفيذي لشركة أبيكس (فيدو هو مؤسِس لشركة «تينث بلانيت» ونائب رئيس «تسويق التعليم» في شركة أبل). في نفس العام، استحوذت على بيوند-بوكس. حصلت شركة أبيكس على بوكسر ماث في عام 2003. في عام 2006، حصلت أبيكس على جولة تمويل رأس المال الاستثماري بقيمة 6 ملايين دولار بقيادة إم كي كابيتال. 
في مايو 2017، استحوذت شركة Education Growth Partners على شركة أبيكس، ولكن لم يُكشَف عن الشروط. في أغسطس التالي، أصدرت شركة أبيكس دروسًا لتطوير التعليم العام (GED)، واختبار معادلة المدارس الثانوية (HiSET) واختبار تقييم إتمام الثانوية (TASC). منذ عام 2015، تمت الموافقة على أبيكس من قبل مجلس الكلية لدورات التنسيب المتقدم. 

## الخلافات
أصدرت «لجنة التحكيم المدنية الكبرى» بمقاطعة ألاميدا تقريرًا في عام 2020 شككت في استخدام منهج أبيكس في مدرسة كاستل-مونت الثانوية في أوكلاند، كاليفورنيا. اقتُرِحَ أن منهج أبيكس عبر الإنترنت قد استُخدِم بشكل غير صحيح لتخريج طلاب لا يستحقون التخرج.

## روابط خارجية
- الموقع الرسمي
- المدرسة الافتراضية